# وسام بيت لحم
وسام بيت لحم هو أحد الأوسمة الفلسطينية والتي يمنحها الرئيس الفلسطيني.

## التاريخ
جرى استحداث وسام بيت لحم عام 2000 تحت مسمى «وسام بيت لحم 2000» بأمرٍ من الرئيس الفلسطيني ياسر عرفات ليكون أحد أرفع الأوسمة الفلسطينية التي يمنحها الرئيس ياسر عرفات للرؤساء وكبار الشخصيات. لاحقًا فقد تم إعادة هيكلة الأوسمة الفلسطينية في عامي 2013 و2015 وأصبح الوسام يُعرف باسم «وسام بيت لحم».

## رتب الوسام
يقسم وسام بيت لحم إلى درجتين:
- وسام بيت لحم من درجة «قلادة بيت لحم الكبرى»: يمنح للرؤساء والملوك وكبار رجال الدين.[4]
- وسام بيت لحم من درجة «نجمة بيت لحم»: يمنح للوزراء والسفراء والمبعوثين والمحافظين وأعضاء البرلمانات وممثلي الأحزاب الفلسطينيين والأجانب.[4]

| وسام بيت لحم من رتبة "قلادة بيت لحم الكبرى" | وسام بيت لحم من رتبة "نجمة بيت لحم" |
| ------------------------------------------- | ----------------------------------- |
|                                             |                                     |

## أبرز الحائزين على الوسام
- يوحنا بولس الثاني (2000).[5]
- برثلماوس الأول (2000).[6]
- جيانغ زيمين (2000).[7]
- الوليد بن طلال (2000).[2]
- راشيل كوري (2003).[8]
- روان ويليامز (2004).[9]
- ستين أندرسون (2005).[10]
- فيكتور بوسوفاليوك (2005).[11]
- كيريل الأول (2012).[12]
- متري الراهب (2023).

## وصلات خارجية
- صورة للرئيس الفلسطيني «ياسر عرفات» خلال تقليده الرئيس الصيني «جيانغ زيمين» بوسام بيت لحم، بتاريخ 15 أبريل 2000.